# Снігурьова
Снігурьо́ва (рос. Снегирёва) — присілок у складі Армізонського району Тюменської області, Росія.
Населення — 114 осіб (2010, 158 у 2002).
Національний склад станом на 2002 рік:
- росіяни — 80 %